# Motorsport i Kroatien
Kroatien har aldrig varit något viktigt land inom motorsporten.

## Verksamhet
Det finns bara en kroatisk förare som haft internationella framgångar, vilket är Marin Čolak, som tävlat i WTCC och nått framgångar i SEAT León Eurocup. Arrangörsmässigt så stod de kroatiska städerna Opatija och Rijeka som värdar för VM i roadracing under tiden som Jugoslavien. Banan i Opatija var exakt sex kilometer lång och var omgiven av farliga telefonstolpar om en förare kraschade. Rijekas bana var kortare och säkrare, och var schemalagd även för 1991 års kalender, innan Jugoslavien föll in i ett inbördeskrig. Idag finns inga aktiva banor i det självständiga Kroatien.